# Hnida
Hnida je vajíčko ektoparazitického hmyzu řádu Phthiraptera (zahrnuje vši, všenky a všiváky).
Samice kladou v průměru 5 až 20 vajíček za den, podle druhu a dostatku potravy. Vajíčka mají velikost kolem 0,8 mm, jsou světlá, průhledná a zbarvená dohněda, pokud obsahují embryo. Po líhnutí jsou bílá. Hnidy jsou přichyceny k vlasům nebo chlupům nebo peří lepivou látkou odolávající vodě, kterou samice vylučuje z reprodukčního orgánu. Tato látka je založena na proteinech podobných keratinu. Pokrývá vlas (chlup, pero) a velkou část vajíčka; nezakryté zůstává místo s víčkem (operculum), skrz něž embryo dýchá.
Správný vývoj embrya je závislý na teplotě, proto se vzdálenost mezi místem uchycení a kořínkem vlasu liší podle vnějších teplotních podmínek. V chladném klimatu leží vajíčko vši hlavové (dětské) kolem 3–5 mm od lebky, v teplých až 15 cm.
Líhnutí probíhá 6–9 dnů po kladení. Když nymfa opustí vajíčko, hnida zůstane přichycena na vlasu (chlupu, peru) až šest i více měsíců, dokud se zvolna nerozloží, pokud není dříve odstraněna hostitelem (např. vyčesáním, otěrem).

## „No-nit policy“
Zdravotnické úřady v USA, Kanadě a Austrálii doporučovaly tzv. no-nit policy (politika bez hnid). Protože mezi dětmi často docházelo k přenosu vší (konkrétně Pediculus capitis), měly být děti, u kterých byly objeveny vši nebo hnidy, poslány ze školy, tábora nebo zařízení sociální péče domů k domácímu ošetření. Zjistilo se však, že většina dětí má ve vlasech hnidy, ale ne vši, takže děti byly proti vším ošetřovány zbytečně (v USA 4–8 mil. dětí za rok). Kromě toho v USA přišly děti za rok o 12–24 milionů školních dnů. A protože rodiče nemohli chodit do zaměstnání, ale museli zůstat doma s dětmi, došlo k roční ztrátě 4–8 miliard USD. S politikou no-nit souvisely také psychické problémy dětí i rodičů. Proto by se měla hledat vhodnější opatření než no-nit policy.